# Leisnig (naumburgisches Adelsgeschlecht)

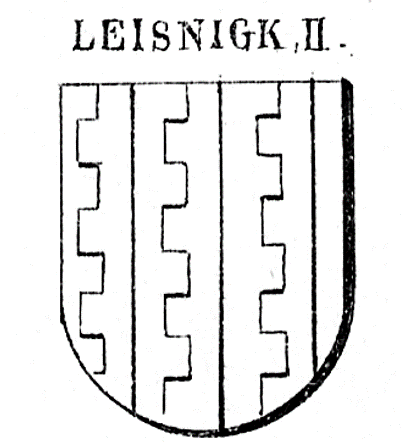
Wappen derer von Leisnig

Die Herren von Leisnig (auch Leisnigk o. ä.) waren ein im Naumburgischen begütertes Niederadelsgeschlecht.
Die hier behandelten Herren von Leisnig sind von den dynastischen Burggrafen von Leisnig und dem niederadeligen, merseburg-naumburgischen Adelsgeschlecht derer von Leisnig zu unterscheiden.

## Geschichte
Das Ministerialengeschlecht stellte für die Burggrafen von Leisnig Burgmannen auf Burg Leisnig (Mildenstein) in Sachsen. Auch waren sie Vasallen der Burggrafen von Altenburg, in deren Urkunden um 1270–1288 Dietrich, Heinrich und Thilo von Leisnig als Zeugen erscheinen. Ein Ritter Günther von Leisnig kommt 1297 vor. Auch im Stift Naumburg werden Familienmitglieder im 14. und 15. Jahrhundert genannt.
Das Geschlecht erlosch im 15. Jahrhundert.

## Wappen
Blasonierung: Im Schild drei auf der rechten Seite gezinnte Pfähle.

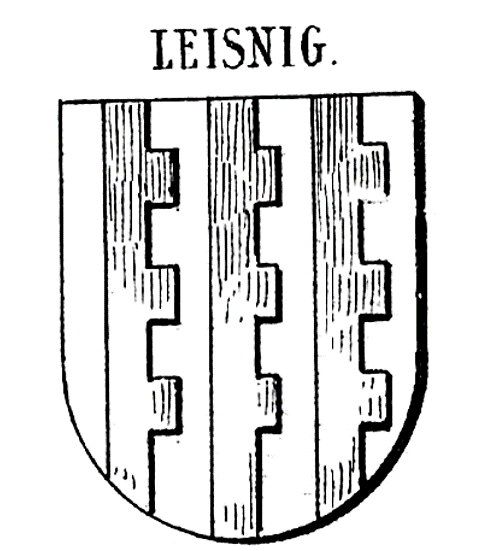
Wappen derer von Leisnig bei Siebmacher
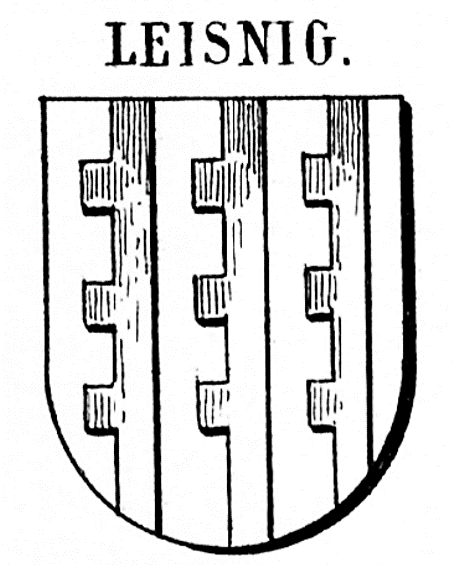
Wappen derer von Leisnig bei Siebmacher

Tingierung und Helmzier des Wappens sind nicht überliefert.